# Octamyrtus pleiopetala
Octamyrtus pleiopetala är en myrtenväxtart som beskrevs av Friedrich Ludwig Diels. Octamyrtus pleiopetala ingår i släktet Octamyrtus och familjen myrtenväxter. Inga underarter finns listade i Catalogue of Life.